# Österplana 065

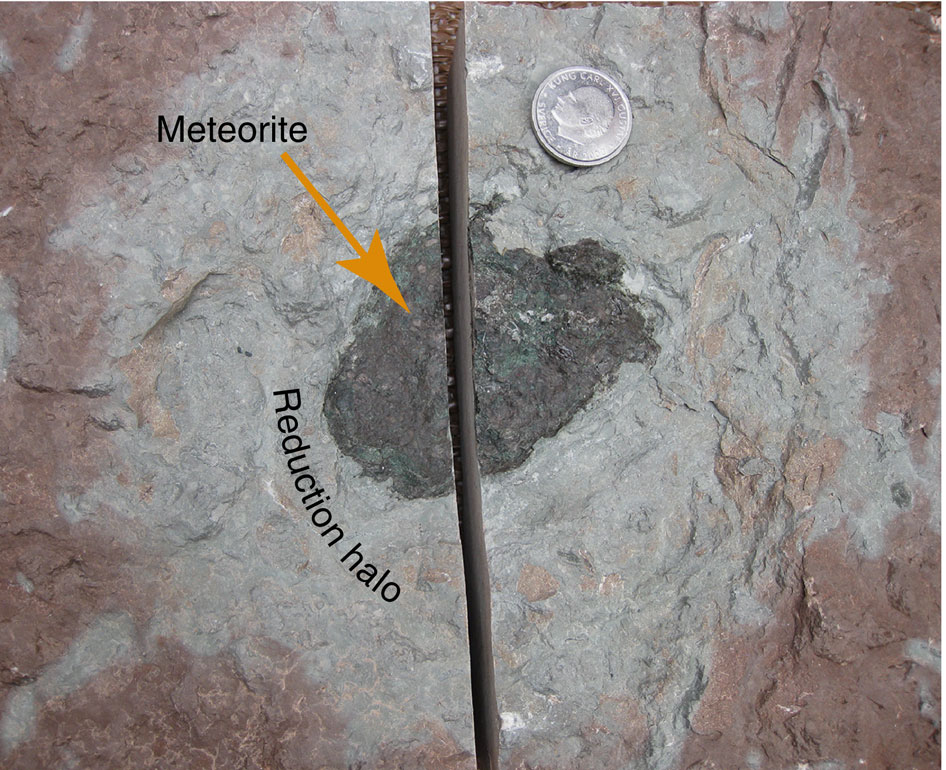
Österplana 065

Österplana 065 (Öst 65) — викопний метеорит Ордовицького періоду, знайдений в кар'єрі Торсберг (Thorsberg) в Швеції 26 червня 2011 року та з наукової точки зору описаний 2016 року. Розміри 8 × 6,5 × 2 см. Прилетів на Землю 470 млн років тому. Названий за місцевістю, де був знайдений.
Тип метеорита не вписується в існуючу метеоритну класифікацію. Аналогічний метеоритам групи «Примітивні ахондрити». Містить хром 54Cr Виявлено комплекс: хром-шпінель–рутил, що не спостерігається в інших метеоритах.
Österplana 065, як вважають, виник з більшого астероїда, і належить до типу метеоритів, які в даний час не падають на Землю.